# Einsamkeit

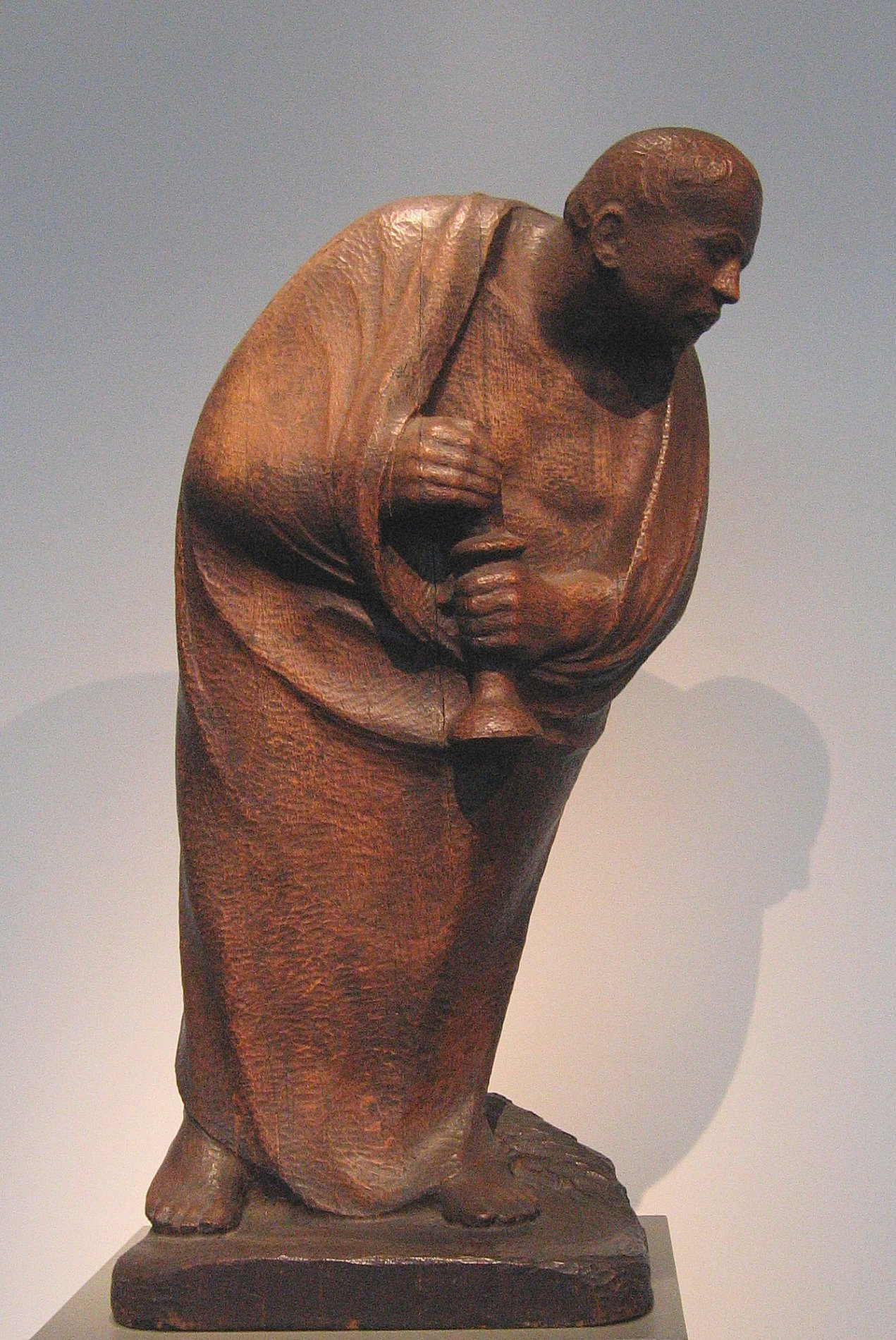
Ernst Barlach, Der Einsame, 1911, Skulptur aus Eichenholz, Ernst Barlach Haus, Hamburg

Der Begriff Einsamkeit bezeichnet im Sprachgebrauch der Gegenwart vor allem eine wahrgenommene Diskrepanz zwischen den gewünschten und den tatsächlich vorhandenen sozialen Beziehungen eines Menschen. Es handelt sich dabei um das subjektive, von Betroffenen als schmerzhaft erlebte, Gefühl, dass die vorhandenen sozialen Beziehungen und Kontakte nicht die gewünschte Qualität haben.
Das Lexikon der Psychologie des Spektrum-Verlags definiert Einsamkeit als „ein subjektives Phänomen, das vielfältige objektive Bedingungsfaktoren aufweist, jedoch vom physischen Alleinsein und von sozialer Isolation sowie dem positiv erlebten Für-sich-Sein (positiv erlebte Erfahrung der eigenen Individualität, Freiheit, Autonomie und Selbstbegegnung – solitude) unterschieden werden muß [sic!]. Entgegen der früher und in philosophischen Abhandlungen oft anzutreffenden Sichtweise positiver Einsamkeit weist der semantische Raum der Begriffe einsam und allein gegenwärtig in der Alltagssprache einen negativen Bedeutungsraum auf.“
Von dem Begriff Einsamkeit wird zumeist der Begriff soziale Isolation abgegrenzt, worunter man den objektiven Zustand des Alleinseins versteht. Einsamkeit und soziale Isolation korrelieren zwar, sind aber nicht dasselbe: Viele Menschen sind gerne alleine, ohne darunter zu leiden. Umgekehrt gibt es aber auch Menschen, die sich einsam fühlen, obwohl sie von außen betrachtet in ein großes soziales Netzwerk eingebunden sind.
Der Begriff Einsamkeit ist zumeist negativ konnotiert (im Sinne einer Normabweichung oder eines Mangels), mitunter ist er aber (und zwar stärker als der englischsprachige Begriff loneliness) auch positiv konnotiert, beispielsweise im Sinne einer geistigen Erholungsstrategie, die Gedanken ordnen oder Kreativität entwickeln bzw. fördern kann. In vielen Ländern wird die positiv verstandene Begriffsauslegung genutzt, um die Ausweisung von Wildnisschutzgebieten zu fördern.
Örtlichkeiten bzw. Gegenden, deren Name auf Deutsch Einsamkeit bedeutet, waren zum Zeitpunkt der Namensgebung besonders dünn besiedelt und meist abgelegen. In Deutschland trifft das auf das heute in der Stadt Flensburg gelegene Gebiet Solitüde zu. Das in der schwedischen Gemeinde Norsjö gelegene „Ensamheten“, ein als „populated place“ („bewohnter Ort“) charakterisierter Siedlungsplatz in der Provinz Västerbottens län, liegt heute noch in einer einsamen Gegend.

## Begriffsgeschichte
Laut Odo Marquard ist der Begriff „Einsamkeit“ im Mittelalter entstanden. Ursprünglich stellte er eine Übersetzung des lateinischen Begriffs unio im Sinne der unio mystica dar. Damit bezeichnete Meister Eckhardt (ca. 1260–1328) die mystische Vereinigung des Menschen mit Gott: „Ihre Einsamkeit war ihr Eins-sein als intensivste Form ihrer Kommunikation.“
Marquards Sicht wird dadurch bestätigt, dass christliche Mystiker Jesus Christus oft (für Menschen des 21. Jahrhunderts schwer nachvollziehbar) als einsamen Menschen beschreiben. Beispielsweise schrieb Maria Valtorta (1897–1961) über ihn: „Die tiefen und liebreichen Lehren und Gespräche Christi, Seine einsamen Ergießungen, Seine Gebete zum Vater und Sein Einswerden mit diesem in der Stille der Nächte oder der Tiefe der Haine, in die Christus sich zurückzog, um den Trost der Vereinigung mit Seinem Vater zu suchen – Er, der Große Einsame, der Große Unbekannte und Unverstandene.“
Ähnlich argumentierte noch Leo Tolstoi:
- „Je einsamer jemand ist, desto deutlicher hört er die Stimme Gottes.“[8]
- „Ein zeitweiliger Rückzug von allen Dingen des Lebens und Nachdenkens über das Göttliche ist für deine Seele eine ebenso notwendige Nahrung, wie es die materielle Nahrung für deinen Körper ist.“[9]
- „Auf der höchsten Bewußtseinsstufe ist der Mensch allein. Eine solche Einsamkeit kann sonderbar, ungewöhnlich, ja auch schwierig erscheinen. Törichte Menschen versuchen, sie durch die verschiedensten Ablenkungen zu vermeiden, um von diesem erhabenen zu einem niedriger gelegenen Ort zu entkommen. Weise dagegen verharren mit Hilfe des Gebetes auf diesem Gipfelpunkt.“[10]

Der ursprüngliche Sinn des Wortes Einsamkeit ging Marquard zufolge bis zum 18. Jahrhundert verloren. „‚Einsamkeit‘ wurde schnell zur Bezeichnung jener ‚Abgeschiedenheit‘ von den anderen, die zum mystischen Gotteserlebnis gehört. Wo späterhin Gott aus dem Spiel geriet, war der Mensch dann nur noch abgeschieden, nur noch allein mit sich selber: eben im heutigen Wortsinne ‚einsam‘“. Im Sinne der Mentalität, der zufolge „Einsamkeit“ ausschließlich negativ bewertet werden müsse, sei (so Marquard) der einsame Mensch jemand, der „der heutigen Verpflichtung zur totalen Geselligkeit“ nicht nachkommen könne oder wolle.
Allerdings sei dem Kasseler Soziologen Janosch Schobin zufolge der Begriff Einsamkeit im 18. und 19. Jahrhundert positiver konnotiert gewesen als der Begriff Alleinsein. Das belege beispielhaft das Wort mutterseelenallein. Seit dem 20. Jahrhundert hingegen sei der Begriff Alleinsein deutlich positiver konnotiert als der Begriff Einsamkeit.
Matthias Horx und Oona Horx-Stratern bestätigen, dass Gott früher bei Gläubigen eine „Leerstelle“ gefüllt habe (und dies für Gläubige heute noch tue). Gott sei der, „der immer da ist“, und zwar auch dann, wenn andere Menschen abwesend seien, „als Tröster und ständige Präsenz“. In der modernen Welt verschwinde Gott als wahrnehmende Instanz. Dadurch werde der Nicht-Gläubige einsam im aktuellen Begriffsverständnis, wenn er unfreiwillig allein sei.

## Arten von Einsamkeit
Maike Luhmann und Susanne Bücker unterscheiden zwischen
- der emotionalen Einsamkeit (auch intime Einsamkeit genannt), die sich auf den Mangel einer sehr engen, intimen Beziehung bezieht, wie sie zum Beispiel in Paarbeziehungen zu finden ist;
- der sozialen Einsamkeit (auch relationale Einsamkeit genannt), wie ein Mangel an Freundschaften und weiteren persönlichen Beziehungen genannt wird, und
- der kollektiven Einsamkeit, die das Gefühl der fehlenden Zugehörigkeit zu einer größeren Gemeinschaft oder zur Gesellschaft bezeichnet.[14]

Janosch Schobin zufolge kommen alle drei Arten der Einsamkeit nur selten bei einem Individuum gleichzeitig vor; am ehesten geschehe das bei Strafgefangenen.
Richard Sennett unterscheidet drei Arten von Einsamkeit im Hinblick auf ihre Bedeutung für den Staat und die Gesellschaft:
- Die Einsamkeit der Isolation, der Anomie ist vom Staat aufgezwungen. An dieser Art der Einsamkeit leiden vor allem Strafgefangene, Heimbewohner in Pandemiezeiten mit monatelangen rigorosen Besuchseinschränkungen, in Quarantäne Gehaltene usw.
- Die Einsamkeit des Träumers, der Rebellion. Vor der Aufmüpfigkeit des Non-Konformisten fürchten sich Sennett zufolge Mächtige.
- Die dritte Einsamkeit berührt nicht die Interessenssphäre Mächtiger. Sie ist „das Gespür, unter vielen einer zu sein, ein inneres Leben zu haben, das mehr ist als eine Spiegelung der Leben der anderen. Es ist die Einsamkeit der Differenz.“[15]

## Messung und Verbreitung von Einsamkeit
Einsamkeit ist ein subjektives Erleben, das in der Forschung über standardisierte Fragebögen sowie mit Einzelitems erfasst wird. National und international wird am häufigsten die UCLA Loneliness Scale eingesetzt, die auch in deutschsprachiger Version vorliegt. Im Rahmen des Sozio-ökonomischen Panels (SOEP), einer repräsentativen Langzeitbefragung der deutschen Bevölkerung, wurde Einsamkeit in den Jahren 2013, 2017 und 2021 erfasst mit den drei Fragen „Wie oft haben Sie das Gefühl, dass Ihnen die Gesellschaft anderer fehlt?“, „Wie oft haben Sie das Gefühl, außen vor zu sein?“ und „Wie oft haben Sie das Gefühl, dass Sie sozial isoliert sind?“. Die Antwortskala ist fünfstufig von 1 (sehr oft) bis 5 (nie). „Menschen wurden dann als einsam qualifiziert, wenn sie im Durchschnitt in ihren Antworten auf die drei Fragen der SOEP-UCLA Einsamkeitsskala mindestens manchmal einsam waren.“
Im Jahr 2017 zeigten die SOEP-Daten, dass rund 10 % der Bevölkerung in Deutschland sich einsam fühlen. Dabei waren fehlende Erwerbstätigkeit und direkter Migrationshintergrund Prädiktoren für erhöhte Einsamkeit.
Entgegen populärer Annahmen ist es nicht so, dass die Einsamkeit in Deutschland ständig steigt. Ebenso ist es ein Mythos, dass die Nutzung digitaler Medien zur Vereinsamung führt. Meta-Analysen zeigen, dass zwischen Internet-Nutzung und Einsamkeit kein systematischer Zusammenhang besteht. Denn je nach individueller Konstellation kann Internetnutzung sowohl die Einsamkeit steigern (z. B. wenn man online isoliert und gemobbt wird), als auch die Einsamkeit lindern (z. B. wenn man online Gemeinschaften, Freundschaften und Partnerschaften findet) oder auch die Einsamkeit unbeeinflusst lassen. Allerdings zeigte eine 2021 veröffentlichte Studie, dass Einsamkeit in Schulen und Depressionen bei 15–16-Jährigen zwischen 2012 und 2021 weltweit konsistent und deutlich angestiegen sind.

## Einsamkeit als Problem

### Psychologie und Sozialpsychologie
In seiner Schrift Das Unbehagen in der Kultur zeigte Sigmund Freud 1930 Verständnis für den Rückzug von Menschen in die „gewollte Vereinsamung“: „Gewollte Vereinsamung, Fernhaltung von den anderen ist der nächstliegende Schutz gegen das Leid, das einem aus menschlichen Beziehungen erwachsen kann. Man versteht: das Glück, das man auf diesem Weg erreichen kann, ist das der Ruhe. Gegen die gefürchtete Außenwelt kann man sich nicht anders als durch irgendeine Art der Abwendung verteidigen, wenn man diese Aufgabe für sich allein lösen will.“
Jürgen Margraf hält die Reduktion sozialer Kontakte eines Menschen bis hin zu seiner Vereinsamung generell für problematisch: „[W]ir sind soziale Wesen. Als Menschen haben wir uns historisch in kleinen Verbänden entwickelt mit einigen Dutzend Individuen. Dieses Umfeld ist für uns überlebensrelevant gewesen, evolutionär sind wir keine Einzelgänger. Wir brauchen diese Kontakte. Menschen, die isoliert sind, fühlen sich schnell abgeschnitten und einsam und damit auch ängstlich und depressiv.“
Maike Luhmann, Professorin für Psychologie an der Ruhr-Universität Bochum und Mitglied der Deutschen Gesellschaft für Positiv-Psychologische Forschung, grenzte in einer öffentlichen Anhörung des Ausschusses für Familie, Senioren, Frauen und Jugend des Deutschen Bundestags am 19. April 2021 wissenschaftliche Diskurse über das Thema Einsamkeit von Diskursen im Kulturbetrieb und Alltagsdiskursen ab. Wissenschaftler definieren Luhmann zufolge Einsamkeit ausschließlich als „wahrgenommene Diskrepanz zwischen den gewünschten und den tatsächlichen sozialen Beziehungen“, also als Problem. „Einsamkeit (im wissenschaftlichen Sinn) ist […] immer negativ“, so Luhmann. Luhmanns Sichtweise liegt den meisten Diskursbeiträgen zum Thema Einsamkeit zugrunde. Einsamkeit wird als ein unangenehmes Gefühl beschrieben, das vor allem bei Menschen entstehe, die sich als unfreiwillig allein und unverstanden empfinden.
Als wichtigster Kofaktor bei der Entstehung der Einsamkeit wurde die Entwicklung einer Schwerhörigkeit – nicht nur im fortgeschrittenen Lebensalter – identifiziert. Schwerhörige sind in besonderem Maße vom Leiden der Vereinsamung bedroht. „Einsamkeit als bedrückendes Gefühl entwickelt sich“, so Werner Richtberg, Leitender Psychologe der Klinik für Psychiatrie und Psychotherapie der Johann Wolfgang Goethe-Universität in Frankfurt am Main, „stets aus dem Verlust der inneren Zugehörigkeit zu einer Gemeinschaft, weil diese ihre tragende Glaubwürdigkeit verloren hat. So versteht es sich, daß [sic] Schwerhörige auf dieses Gefühl vor allem in Gegenwart Guthörender leicht und schnell gestoßen werden. Solche Situationen – z. B. der Kollegenplausch in der Frühstückspause, das Stammtischgespräch oder das lebhafte sprachliche Durcheinander bei einer Familienfeier – lassen den Schwerhörigen die innere Trennung vom Mitmenschen, trotz oder gerade wegen seiner sichtbaren Nähe, am schmerzlichsten erleben. Die Einsamkeit des Schwerhörigen resultiert aus dem Gefühl des Ausgeschlosseneins aus der Gemeinschaft des Augenblicks. ‚Mitten unter den Menschen zur Einsamkeit verdammt‘, so lauteten Beethovens Worte im Heiligenstädter Testament.“
Ein großes Problem ist die Vereinsamung schwerhöriger älterer Menschen auch dadurch, dass in Deutschland nach Angaben des „Sonntagsblatts“ nur fünf Prozent der über 70 Jahre Alten Hörgeräte tragen, obwohl mehr als 40 Prozent der über 65-Jährigen schwerhörig sind.

#### Wirkung von machtgestützten Kontaktunterbindungen
Seit längerer Zeit sind die negativen Auswirkungen einer erzwungenen Isolierung von Strafgefangenen (der „Isolationshaft“) bekannt. Stefan Zweig beschreibt in seiner 1938 bis 1941 verfassten Schachnovelle den Versuch eines völlig von der Außenwelt abgeschnitten „Dr. B“, sich den Wirkungen der Isolationsfolter der Nationalsozialisten zu entziehen, durch die er zur Preisgabe geheimer Informationen an die Gestapo gezwungen werden soll. Die Isolation ohne vorhersehbares Ende traumatisiert „Dr. B“ nachhaltig.
Bei welchen sozialen Gruppen und Persönlichkeitstypen es einen Zusammenhang zwischen der Strategie der Räumlichen Distanzierung bei Pandemien, fälschlich oft als social distancing bezeichnet, und der Zunahme der Zahl sich einsam fühlender Menschen gibt, ist Gegenstand neuerer Forschungen.
Bei der Übertragung von Erkenntnissen, die anhand der Beobachtung Inhaftierter gewonnen wurden, auf Menschen, die einem pandemiebedingten Kontaktverbot unterliegen, ist allerdings zu berücksichtigen, dass räumliche Distanzgebote nicht ein Verbot jeglicher Kontaktaufnahme implizieren. Bei einem angeordneten Mindest-Abstandsgebot besteht die Möglichkeit zu Gesprächen über die Straße oder den Gartenzaun hinweg. Sogar Menschen in einer amtlich verfügten Quarantäne haben die Möglichkeit, mit der Außenwelt per Telefon oder Internet Kontakt zu halten.

#### Selbstisolierung und Ausgrenzung durch die Gesellschaft als Massenphänomen
Sich vollständig freiwillig von der Gesellschaft abzukapseln bzw. unfreiwillig ausgegrenzt zu werden, z. B. infolge von Arbeitslosigkeit, Mobbing und verstoßendem Konkurrenzverhalten, kommt in der Arbeits- und Lebenswelt häufig vor. In den letzten Jahren ist das in Japan zu einem weit verbreiteten Phänomen geworden, besonders unter Jugendlichen, die sich vom rigorosen Schulsystem (Wettbewerbsdruck), dem enormen Gruppenzwang und dem damit teilweise einhergehenden Mobbing überfordert fühlen. → Hikikomori.
Eine Studie unter 501 Erwachsenen stellte fest, dass Einsamkeit mit bestimmten Merkmalen der Emotionsregulation einherging: mit mehr Neigung zu Grübeln, Ausmalen von Katastrophenszenarien, Schuldzuweisungen gegenüber sich selbst oder anderen und sozialem Rückzug, und mit weniger Neigung, Probleme aktiv und mit kognitiver Neubewertung anzugehen.

#### Einsamkeit im Alter
In der 2022 von der Antidiskriminierungsstelle des Bundes herausgegebenen Studie „Age ismus. Altersbilder und Altersdiskriminierung in Deutschland.“ gehört auch Einsamkeit zu den „typischen negativen Zuschreibungen des Alters“, neben „nachlassende[n] körperliche[n] und geistige[n] Fähigkeiten, Rigidität […] und schlechte[r] Stimmung“. 66 Prozent der für die Studie Befragten aus allen Altersgruppen stimmten der Aussage zu: „Die meisten alten Menschen sind einsam.“ Für junge Menschen ist Einsamkeit der „typischste […] Aspekt des negativen Altersfremdbilds“. Tatsächlich bleibe Einsamkeit der Studie zufolge im Lebenslauf über das Erwachsenenalter hinweg stabil und stelle daher keineswegs ein Altersphänomen dar. Oliver Huxhold und Clemens Tesch-Römer wiesen 2021 nach, dass im Verlauf der COVID-19-Pandemie die Einsamkeit unter Senioren nicht stärker zunahm als unter mittelalten Menschen.
Vorhandene soziale Kontakte sind verbunden mit einer höheren Lebenserwartung. Vor allem für hochaltrige Menschen sehen Kessler und Warner, die Autorinnen der Studie der Antidiskriminierungsstelle des Bundes, „einen Zusammenhang zwischen erlebter Altersdiskriminierung, geringerer Lebensqualität und verminderter Lebenserwartung […]. Diesen negativen Konsequenzen könne jedoch entgegengewirkt werden: Soziale Ressourcen wie ein stabiles soziales Netzwerk, emotionale und instrumentelle Unterstützung sowie psychologische Ressourcen wie Resilienz und Selbstwirksamkeitserwartung können als protektive Faktoren agieren.“

#### „Marital loneliness“
Das Thema „Einsamkeit in der Ehe“ (englisch: „marital loneliness“) wird in der Wissenschaft oft als Sonderform des Prozesses der Vereinsamung von alternden Menschen verstanden. So wiesen z. B. im Februar 2009 niederländische Gerontologen in der Fachzeitschrift The Journal of Gerontology auf den Sachverhalt hin, dass es unter verheirateten älteren Menschen verbreitet sowohl emotionale als auch soziale Einsamkeit gebe. Diese Arten von Einsamkeit fassten sie unter dem Begriff marital loneliness zusammen. Ein Fall von Marital loneliness liege den niederländischen Forschern zufolge dann vor, wenn
- einer der Partner gesundheitliche Probleme bekomme und seiner Ansicht nach nicht genügend von dem anderen Partner unterstützt werde,
- nur selten über Banalitäten hinausgehende Gespräche zwischen den Partnern geführt würden,
- das Bedürfnis nach Intimität, wenn überhaupt, nur unzureichend befriedigt werde und
- soziale Netzwerke kleiner und Kontakte zu den eigenen Kindern seltener würden.[44]

Bereits in den 1980er Jahren gab es jedoch auch Forschungsansätze, die Einsamkeitsphänome bei mittelalten Paaren thematisierten (allerdings wurde seinerzeit der Begriff „marital loneliness“ kaum verwendet). In einer US-amerikanischen Studie aus dem Jahr 1984 wurden z. B. Pastorenehen mit Ehen von Laien mit einem Durchschnittsalter von 46 bzw. 47 Jahren verglichen.
Die Philosophin Agnes Collard machte im September 2021 im englischsprachigen Raum eine breite Öffentlichkeit in einem Artikel für den New Yorker mit dem Begriff „marital lonelines“ bekannt. Die Autorin führt in diesem Artikel als Beispiel für marital loneliness eine Szene aus Ingmar Bergmans in den USA sechsteiligen Fernsehserie Szenen einer Ehe an. „Marianne“ spielt in der Serie die weibliche Hauptrolle. Sie ist von Beruf Rechtsanwältin. Eine ältere Frau möchte von ihr beraten werden. Sie will sich nach zwanzig Jahren Ehe scheiden lassen. Sie gibt zu, dass ihr Mann ein guter Ehemann und Vater sei und dass das Paar sich nie gestritten habe. Auch seien sich beide immer treu gewesen. Auf Mariannes Frage, ob die Klientin sich nicht nach einer Trennung einsam fühlen werde, antwortet diese: „Das nehme ich an. Aber es ist noch einsamer, in einer Ehe ohne Liebe zu leben.“
Im deutschsprachigen Raum stieß ein Beitrag Leonard Packs für die deutsche Online-Ausgabe des Männermagazins Esquire auf großes Interesse in den Medien. In dem Artikel berücksichtigt Leonard Pack den aktuellen Trend, das Attribut „marital“ nicht nur auf verheiratete Paare anzuwenden, erkennbar an der Formulierung „Einsam trotz Beziehung“.
Die Frauenzeitschrift Brigitte griff im April 2023 das Thema „Etablierung einer intimen Beziehung“ als Mittel zur Überwindung einer bereits bestehenden Einsamkeit auf. Hiervor warnte die Zeitschrift: „Einsamkeit ist ein guter Grund, Beziehungen zu knüpfen – allerdings keine geeignete Basis für eine intime Bindung.“ Angst vor Einsamkeit sei auch kein hinreichender Grund, an einer etablierten intimen Beziehung festzuhalten. Eine untere Altersgrenze für die Relevanz der in dem Artikel enthaltenen Ratschläge ist nicht erkennbar. Auch junge Erwachsene können die Methode anwenden, vor ihrer in ihrer Singlephase empfundenen Einsamkeit in eine intime Partnerschaft zu „flüchten“.

### Soziologie
Die Soziologin Caroline Bohn kritisierte 2006 in ihrer Dissertation, dass das Thema „Einsamkeit“ einen „blinden Fleck“ in der sozialwissenschaftlichen Forschung bilde, so dass es relativ wenige Studien zu diesem Thema gebe. Vor allem die Emotionssoziologie habe sich noch kaum mit dem Phänomen „Einsamkeit“ befasst.
Den wichtigsten Anknüpfungspunkt für die aktuelle soziologische Forschung sieht Bohn in Georg Simmels Theorie der Vergesellschaftung. Für Simmel erfüllt „die blosse Tatsache, dass ein Individuum in keinerlei Wechselwirkung mit andren Individuen steht, […] noch nicht den ganzen Begriff der Einsamkeit. Dieser vielmehr, soweit er betont und innerlich bedeutsam ist, meint keineswegs nur die Abwesenheit jeder Gesellschaft, sondern gerade ihr irgendwie vorgestelltes und dann erst verneintes Dasein. Ihren unzweideutig positiven Sinn erhält die Einsamkeit als Fernwirkung der Gesellschaft — sei es als Nachhallen vergangener oder Antizipation künftiger Beziehungen, sei es als Sehnsucht oder als gewollte Abwendung.“ Den Zustand des einsamen Menschen „bestimmt die Vergesellschaftung, wenn auch die mit negativem Vorzeichen versehene“, d. h. missglückte. Simmel hält es für bezeichnend, „dass das Einsamkeitsgefühl selten bei wirklichem physischem Alleinsein so entschieden und eindringlich auftritt, wie wenn man sich unter vielen physisch ganz nahen Menschen — in einer Gesellschaft, in der Eisenbahn, im grossstädtischen Strassengewühl — fremd und beziehungslos weiss.“
Auch im 21. Jahrhundert müsse, so Caroline Bohn, die Soziologie nach dem Vorbild Simmels die „mikroskopisch-molekularen Prozesse“ analysieren, die das „dynamische Potential des Geschehens der Vergesellschaftung“ ausmachten. Nur so könne man Einsicht in Vorgänge erhalten, die die „Unzerreißbarkeit der Gesellschaft“ ermöglichten. Massenhaft auftretende Einsamkeitsgefühle bedeuteten demnach eine Gefahr für den Zusammenhalt der Gesellschaft.
Durch das 1950 erschienene Buch The Lonely Crowd des Soziologen David Riesman, auf das Caroline Bohn ebenfalls ausführlich Bezug nimmt, wurde die Einsamkeit des Menschen in den modernen Massengesellschaften zum feststehenden Topos. Riesman zufolge entsteht Einsamkeit vor allem in Gesellschaften, deren Mitglieder mehrheitlich dem „außengeleiteten Charakter“ angehören. Dieser orientiert sich in seinem Handeln an Konventionen, an dem, was in seinem Umfeld „üblich“ ist, unabhängig von der Frage, ob das „Übliche“ seinen eigentlichen Bedürfnissen entspricht. „Einsamkeit“ entsteht demnach aus der Differenz zwischen den tatsächlichen Bedürfnissen, die ein Individuum hat, einerseits und andererseits den Bedürfnissen, die das betreffende Individuum seinem gesellschaftlichen Umfeld zufolge angeblich hat und die zu haben ihm zugestanden werden.
Wichard Puls (siehe Literatur) zeichnet in seiner Arbeit den Verursachungsprozess einer nicht vom Staat und/oder der Gesellschaft beabsichtigten sozialen Isolation nach. Er versteht unter Einsamkeit das subjektive Innewerden sozialer Isolation. Für ihn stellen Einsamkeitsgefühle die Vorstufe zu Depression und negativen Bewältigungsstrategien wie Alkoholismus dar; zudem wirken sie in einer Rückkopplungsbeziehung verstärkend auf solche Faktoren ein, die die soziale Isolation (als Vorstufe zur Einsamkeit) weiter verfestigen.
Der Verbandsfunktionär Ulrich Schneider erklärt die Zunahme einsamer Menschen in der Gegenwartsgesellschaft folgendermaßen: „Wir erleben eine Welle der Individualisierung, es gibt immer mehr Single-Haushalte. Familienplanung steht der Karriere [im Weg], der Umzug für einen Job in eine andere Stadt ist heute schon fast obligatorisch. Familie und Nachbarschaft spielen nicht mehr die große Rolle und bleiben oft auf der Strecke. Die Folgen merken viele, wenn es zu spät ist.“

#### Thanatosoziologie
Während vor dem Zweiten Weltkrieg das Sterben überwiegend im Kreise der Familie zu Hause stattfand, endet heute für etwa 80 Prozent der Bevölkerung in Deutschland ihr Leben in Institutionen, überwiegend in Krankenhäusern, Alten- und Pflegeheimen. In Umfragen in der Allgemeinbevölkerung zu der Frage, wie die Befragten selbst sterben wollen, geben etwa 80 Prozent an, dass dies zu Hause im Kreise der Familie geschehen solle. Tatsächlich ereilt dort nur etwa 20 Prozent der Tod; die meisten Menschen in Deutschland verlieren ihr Leben ungewollt in Krankenhäusern, Alten- und Pflegeheimen. Mit der Einsamkeit Sterbender hat sich als erster namhafter Soziologe Norbert Elias, ein „Klassiker der Thanatosoziologie“, in seinem Werk „Über die Einsamkeit der Sterbenden in unseren Tagen“ systematisch beschäftigt. Herbert Csef, Rezipient Elias’, sieht die Hauptaufgabe der Gesellschaft darin, die ihm zufolge in der Antike gepflegte „Ars moriendi“ wiederzubeleben, eine „Kunst“, die durch Kommunikation und Gemeinsamkeit gelernt werden könne und geeignet sei, die „große Sehnsucht nach Spiritualität am Lebensende“ zu erfüllen.

### Medizin
Laut ICD-10 gehört Alleinleben allgemein zu den möglichen Faktoren, die den Gesundheitszustand beeinflussen und zur Inanspruchnahme des Gesundheitswesens führen können, konkreter werden alleinlebende Personen als Personen mit potentiellen Gesundheitsrisiken aufgrund sozioökonomischer oder psychosozialer Umstände unter dem Schlüssel Z60.2 klassifiziert.
Beim geriatrischen Basisassessment werden in der Altersmedizin die sozialen Beziehungen einer Person erfragt, weil es bisher zwar keinen eindeutig nachweisbaren Ursachen-Wirkungs-Zusammenhang zwischen Einsamkeit und einzelnen Krankheitsverläufen gibt, jedoch deren Kenntnis zumindest für die Therapieplanung wichtig sein kann. Ob eine enge Beziehung zwischen dem Gefühl der Einsamkeit und einer Alzheimer-Demenz besteht oder nicht, ist nicht eindeutig geklärt. Dazu beobachteten von 2002 an amerikanische Forscher 823 ältere Menschen aus Seniorenheimen in Chicago und Umgebung über einen Zeitraum von vier Jahren. Anfangs war keine der beteiligten Personen an einer Alzheimer-Demenz erkrankt. In der Verlaufsbeobachtung kam es bei denjenigen, die sich einsam fühlten, wesentlich rascher zu einem geistigen Abbau als bei den sozial Aktiveren.
Einsame Menschen haben ein erhöhtes Sterberisiko und insbesondere einsame Frauen haben ein erhöhtes kardiovaskuläres Erkrankungsrisiko. Bewegung im Alltag hat hingegen das Potenzial, Effekten der Einsamkeit entgegenzuwirken. Auch Marion Sommermoser bewertet Einsamkeit als gefährlich: Einsamkeit sei „gleichbedeutend mit permanentem Stress. Im Vergleich zu nicht einsamen Menschen schlafen einsame schlechter und können sich weniger gut erholen. Sie ernähren sich außerdem ungesünder, konsumieren mehr Alkohol und Zigaretten und bewegen sich weniger. Darüber hinaus leiden sie häufiger unter Herz-Kreislauf-Erkrankungen und Depressionen, klagen über ein verringertes Wohlbefinden und über eine schlechte Lebensqualität, haben ein geschwächtes Immunsystem, mehr Suizidgedanken und sterben früher.“

### Politik

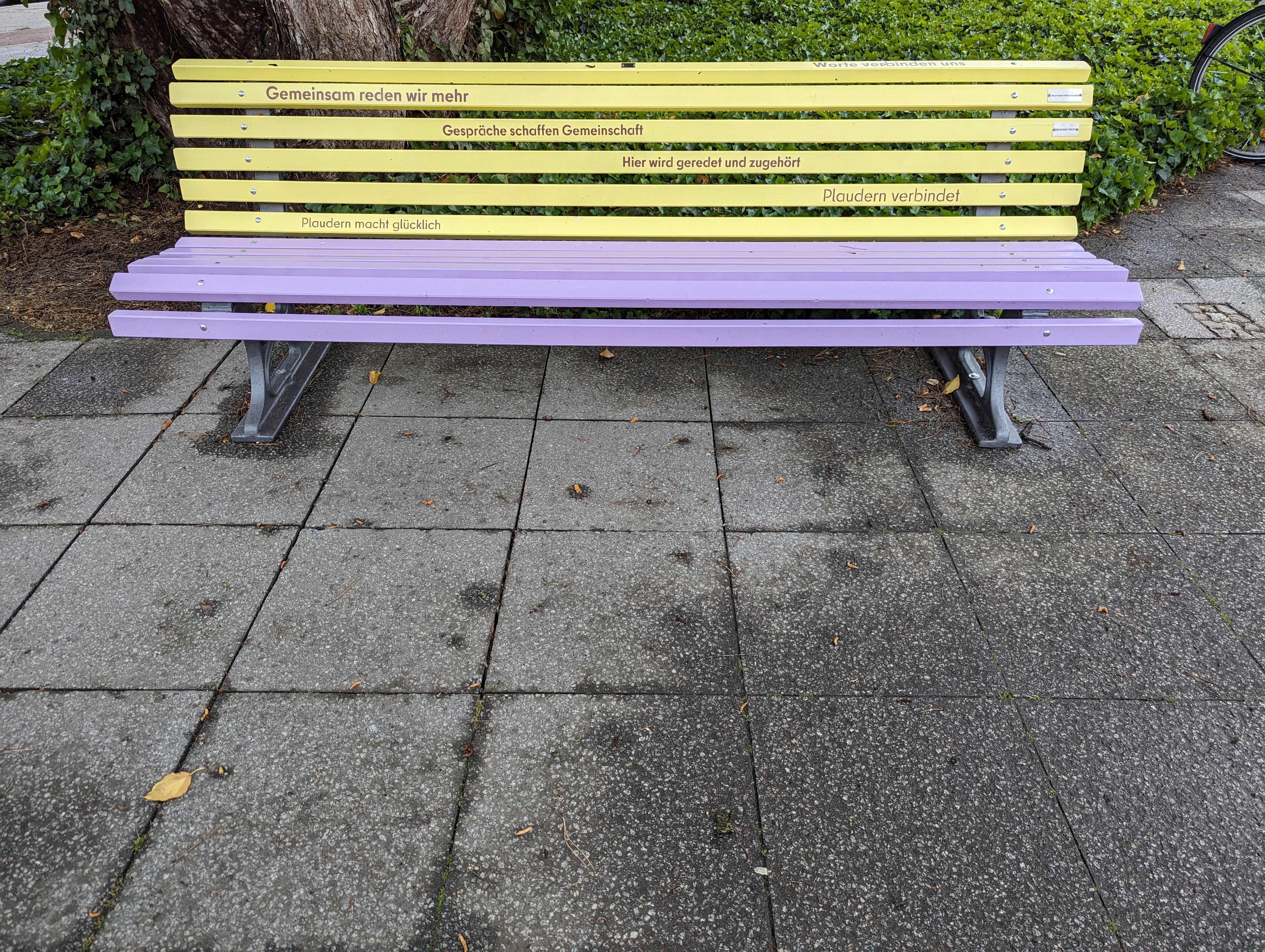
„Plauderbank“/„Quasseltreff-Bank“ am Rathaus Reinickendorf (Berlin)

In Großbritannien wurde 2018 ein Regierungsposten (eine cross-government group) unter Federführung des „Ministeriums für Sport und Zivilgesellschaft“ (Ministery for Sport and Civil Society) zur Bekämpfung der Einsamkeit eingerichtet. Die finanziellen Folgen von Einsamkeit durch Krankheitsbehandlungen und Produktivitätsverluste in Großbritannien werden auf mehrere Milliarden Euro pro Jahr geschätzt. Als Reaktion auf die Ministeriumsgründung forderte in Deutschland der SPD-Gesundheitsexperte Karl Lauterbach „mehr Einsatz im Kampf gegen das Alleinsein.“ Die Einsamkeit in der Lebensphase über 60 erhöhe die Sterblichkeit so sehr wie starkes Rauchen. Einsame Menschen stürben früher und erkrankten häufiger an Demenz als der Durchschnitt Gleichaltriger. Es müsse Lauterbach zufolge für das Thema Einsamkeit einen Verantwortlichen geben, bevorzugt im Bundes-Gesundheitsministerium, der den Kampf gegen die Einsamkeit koordiniere.
In dem Koalitionsvertrag zwischen CDU, CSU und SPD für die 19. Legislaturperiode des Deutschen Bundestags (2017–2021) verpflichtete sich die deutsche Bundesregierung, Strategien und Konzepte zur Vorbeugung und Bekämpfung von Einsamkeit zu entwickeln: „Gesellschaft und Demokratie leben von Gemeinschaft. Familiäre Bindung und ein stabiles Netz mit vielfältigen sozialen Kontakten fördern das individuelle Wohlergehen und verhindern Einsamkeit. Angesichts einer zunehmend individualisierten, mobilen und digitalen Gesellschaft werden wir Strategien und Konzepte entwickeln, die Einsamkeit in allen Altersgruppen vorbeugen und Vereinsamung bekämpfen.“

### COVID-19-Pandemie
Während der COVID-19-Pandemie in Deutschland geriet der „Kampf gegen die Einsamkeit“ in einen Zielkonflikt mit dem Streben, Ältere und Vorerkrankte davor zu schützen, schwer an COVID-19 zu erkranken, womöglich sogar zu versterben. Zu diesem Zweck kam es zu rigorosen Kontaktsperren zwischen Senioren und Menschen mit Behinderung, die in Alten- und Pflegeheimen leben, einerseits und Personen, die diese besuchen wollten, andererseits. Am 3. Juni 2020 bezog die „Bundesarbeitsgemeinschaft der Seniorengenerationen (BAGSO)“ Stellung zu den Regelungen der Länder bezüglich der Zulässigkeit von Kontakten von Heimbewohnern mit Angehörigen und anderen Besuchspersonen. Hintergrund der BAGSO-Kritik war, dass mehrere Bundesländer es noch im Mai 2020 ins Ermessen der Heimbetreiber stellten, ob sie Besuche überhaupt zulassen wollten. Die BAGSO forderte, dass zur Einsamkeits-Prophylaxe „Bewohnerinnen und Bewohner wieder täglich von ihren Angehörigen bzw. anderen nahestehenden Personen besucht werden können“ sollen. Kontaktverbote zwischen engsten Familienangehörigen stellen laut BAGSO „die mit Abstand schwersten Grundrechtseingriffe in der gesamten Corona-Zeit“ dar.
In Zeiten eines scharfen Lockdowns, in denen sich Mitglieder eines Haushalts nur mit einer haushaltsfremden Person physisch treffen dürfen, müssen von Rechts wegen alle anderen, die an dem Treffen ebenfalls teilnehmen wollen, bei Androhung hoher Strafen fernbleiben. Dadurch werden alle, die nicht das Privileg genießen, „die eine zulässige Person“ zu sein, ausgegrenzt. Darunter leiden viele, zumal solche, die erst in dieser Situation immer wieder zur Kenntnis nehmen müssen, dass sie nur „Freunde zweiter Wahl“ sind. Sie können, sofern sie Singles sind, in ihrer Freizeit nur noch digital mit anderen kommunizieren, und zwar vor allem dann, wenn auch Gegeneinladungen mit der Begründung abgelehnt werden, man wolle die Zahl physischer Kontakte so weit wie möglich reduzieren. Abgesehen davon darf nach der o. g. Regel zwar ein Single ein Paar besuchen, nicht aber ein Paar einen Single (zwei haushaltsfremde Personen).

## Alleinsein und Einsamkeit als Chance

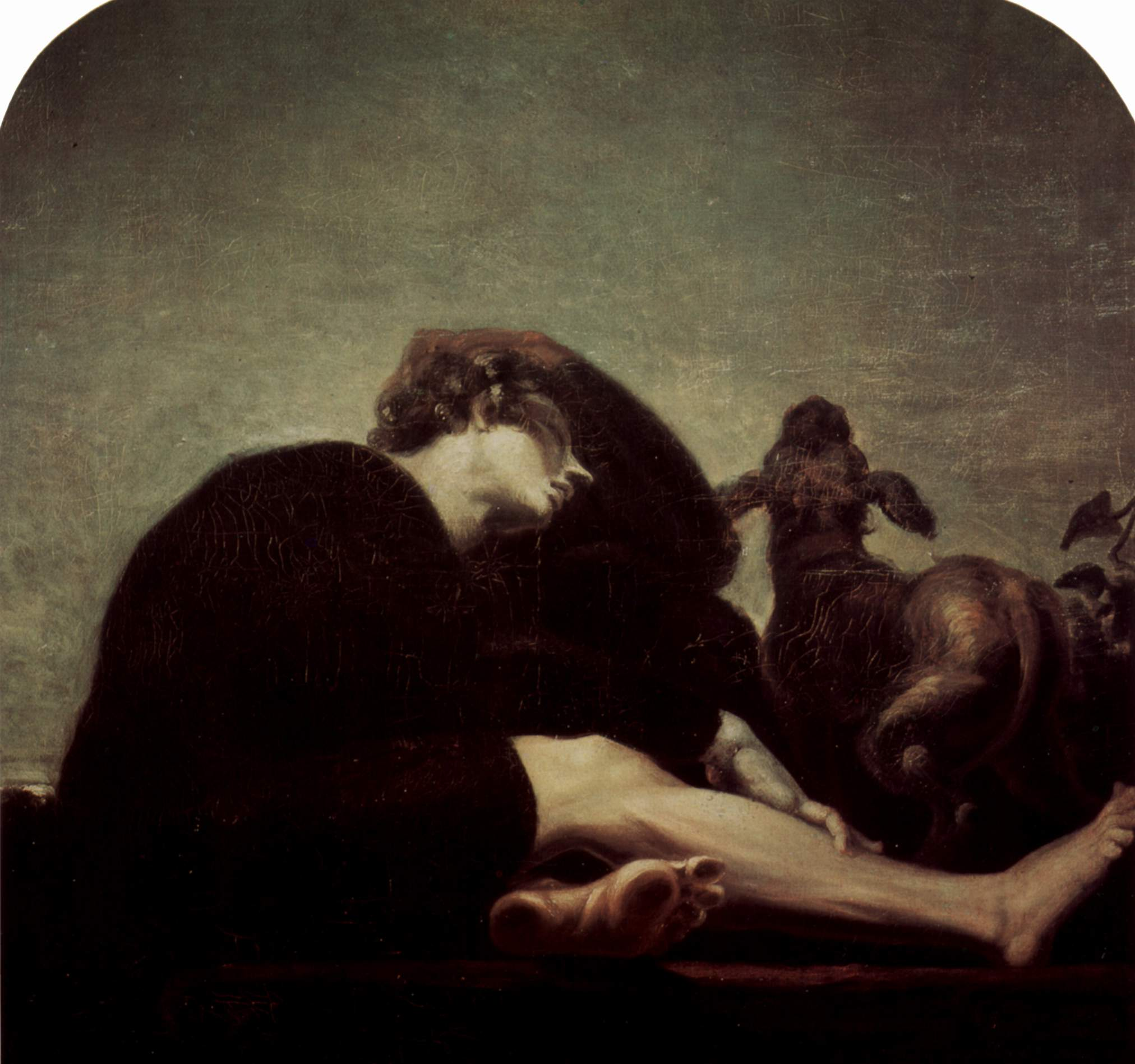
Johann Heinrich Füssli – Die Einsamkeit bei Tagesanbruch (1794–1796), Kunsthaus Zürich

Bruno Bettelheim fand durch die Beobachtung israelischer Jugendlicher, die in einem Kibbuz aufgewachsen sind, heraus, dass Gruppendruck, dem man durch die ständige Anwesenheit anderer Gruppenmitglieder nicht ausweichen könne, sich hemmend auf die Kreativität der Jugendlichen auswirke: „Ich glaube, daß es für [in einem Kibbuz Aufwachsende] fast unmöglich ist, persönliche Überzeugungen zu haben, die von jenen der Gruppe abweichen, oder sich auf schöpferische Art schriftlich ausdrücken – nicht nur, weil die persönlichen Gefühle unterdrückt werden, sondern weil das Ich zerbrechen würde. Wenn das Ich im Grunde ein Gruppen-Ich ist, dann ist der Gegensatz zwischen privatem Ich und Gruppen-Ich ein selbstzerstörendes Erlebnis. Und das persönliche Ich fühlt sich zu schwach zum Überleben, wenn sein stärkster Aspekt, das Gruppen-Ich, verlorengeht.“
Auf ähnliche Weise bewertete Georg Simmel 1908 die Vorstellung skeptisch, dass die „monogamische Ehe“ „ihrem Grundgedanken nach gerade auf dauernde Verneinung der Einsamkeit gerichtet“ sei. Simmel meint, Mann und Frau müssten „bei dem vollkommenen Glück des Zusammenlebens sich doch noch die Freude an der Einsamkeit“ bewahren.
Das anthropologische Phänomen Einsamkeit beschäftigt die Philosophen seit der Antike. Bereits Epikur lobte die Abgeschiedenheit im Garten. Seneca und andere Stoiker bevorzugen das Wechselverhältnis zwischen dem müßigen Alleinsein und Geselligkeit (de otio et solitudine). In dieser Tradition folgen den antiken Denkern Francesco Petrarca und Michel de Montaigne (Essays, De la solitude).
Vertreter der Aufklärung propagier(t)en das Ideal des Selbstdenkens. Damit der Einzelne als „mündiger Bürger“ in der Lage ist, den in der Gesellschaft gängigen Ansichten eigene Überzeugungen entgegensetzen zu können, muss er Immanuel Kant zufolge zum eigenständigen Denken ermutigt werden, und ihm muss die Gelegenheit gegeben werden, immer wieder zurückgezogen von anderen gründlich nachdenken zu können. Kant war tatsächlich nur deshalb in der Lage, sein umfangreiches philosophisches Werk zu verfassen, weil er relativ viel Zeit allein mit seinen Studien verbrachte (ohne dabei allerdings zu „vereinsamen“).

## Ambivalenz der Einsamkeit
Vertreter der Empfindsamkeit und der Romantik betonten stärker als die Aufklärer die Wichtigkeit eines befriedigenden Gefühlslebens. Zur Melancholie neigende Empfindsame zogen sich in ihre eigene Innerlichkeit zurück und versuchten, sich so Ansprüchen ihrer Außenwelt zu entziehen, die sie als „derbe Zumutungen verständnisloser und oberflächlicher Mitmenschen“ empfanden. Gerade durch diesen Rückzug eröffnete sich aber in der Tradition des Pietismus zugleich die Möglichkeit des aufmerksamen, differenzierten In-sich-Hineinhörens im Dienste der Gewissenserforschung und der Selbstvergewisserung über das eigene Ich.
Noch 1908 sprach auch der Soziologe Georg Simmel nicht nur von der „Bitternis der Einsamkeit“, sondern auch von deren „ganze[m] Glück“.

### Theologie
Für die christliche Theologie zeigt sich Einsamkeit als ambivalentes Phänomen, da sie einerseits, wie oben zitiert, zu Gott führen kann und deshalb in verschiedensten monastischen Bewegungen, dem Eremitentum aber auch dem Pietismus oder heutigen Schweigeexerzitien als Weg zu einer intensiven Gottesbeziehung beschrieben wurde. Dieser Form der Einsamkeit würde jedoch das am Zustand leidende Moment sowie die erlebte Beziehungslosigkeit fehlen, wie es dem modernen sozialpsychologischen Begriff der Einsamkeit immanent ist. Es wäre eher eine Form konzentrierten Alleinseins bzw. einer Gottesfokussierung durch die Versagung menschlicher Beziehungen.
Die Negativwahrnehmung von Einsamkeit bzw. die Schöpfungswidrigkeit eines beziehungslos und einsam lebenden Menschen findet sich in vielen biblischen Texten (Gen 2,18; Ps 22,2; Ps 25,16; Ps 35,12; Jes 3,26 u. a.) und findet ihren Höhepunkt in dem Ausspruch des gekreuzigten Gottessohnes bzw. Jesus: „Mein Gott, mein Gott warum hast Du mich verlassen?“ (Mk 15,34; Mt 27,46).
Auch die Schöpfungsgeschichte verweist auf die Überwindung eines einsamen ewigen Gottes, der sich im Menschen ein Gegenüber schafft, das mit ihm in Beziehung treten und mit ihm kommunizieren kann. Ähnlich interpretieren bspw. Georg Wilhelm Friedrich Hegel und Karl Barth die christliche Trinität.

### Philosophie
Odo Marquard betont die Unvermeidlichkeit der Einsamkeit: „Wenn wir abtreten, lassen wir unsere Mitwelt allein, die dabei ihrerseits uns allein lassen muss. Wir sterben als alleingelassene Alleinlasser. Und weil wir – durch Geburt zum Tode verurteilt und dies wissend – unser Leben lang „zum Tode“ sind, durchzieht diese elementare Einsamkeit lebenslang unser Leben. […] Diese sterblichkeitsbedingte Einsamkeit – zumindest sie – verlangt Einsamkeitsfähigkeit. Von dieser Einsamkeitskompetenz lebt auch unsere Kommunikationskompetenz. […] [E]inige Kommunikationskompetenzler […] berufen sich auf den Satz: Mündigkeit ist Kommunikationsfähigkeit. Aber dieser Satz sagt nur die halbe Wahrheit, denn mindestens ebenso sehr gilt: Mündigkeit ist Einsamkeitsfähigkeit.“ Nicht die Einsamkeit sei „krankhaft“. Problematisch sei vielmehr die Schwächung der „Kraft zur Einsamkeit“.
Barbara Schellhammer zufolge „schillert“ Einsamkeit „zwischen Last und Lust, zwischen Verzweiflung und Sehnsucht“. Deshalb gelte es, „Menschen ‚Zwischen-Orte‘ und ‚Zeit-Räume‘ zu eröffnen, in denen sie der eigenen Einsamkeit begegnen und dabei responsiv ihre Einsamkeitsfähigkeit kultivieren können. […] [D]enn in der Fähigkeit, mit sich einsam sein zu können, ruht die Voraussetzung einer erfüllten Gemeinsamkeit.“ „Das Subjekt sei allein, weil es eines sei. D. h. die Einsamkeit ist in jedem Menschen und dessen Einzigartigkeit existenziell grundgelegt und ‚rührt […] nicht von irgendeiner Voraussetzung des anderen her. Sie erscheint nicht als Entzug einer vorgängig schon gegebenen Beziehung zum anderen‘“, zitiert Schellhammer Emmanuel Lévinas.

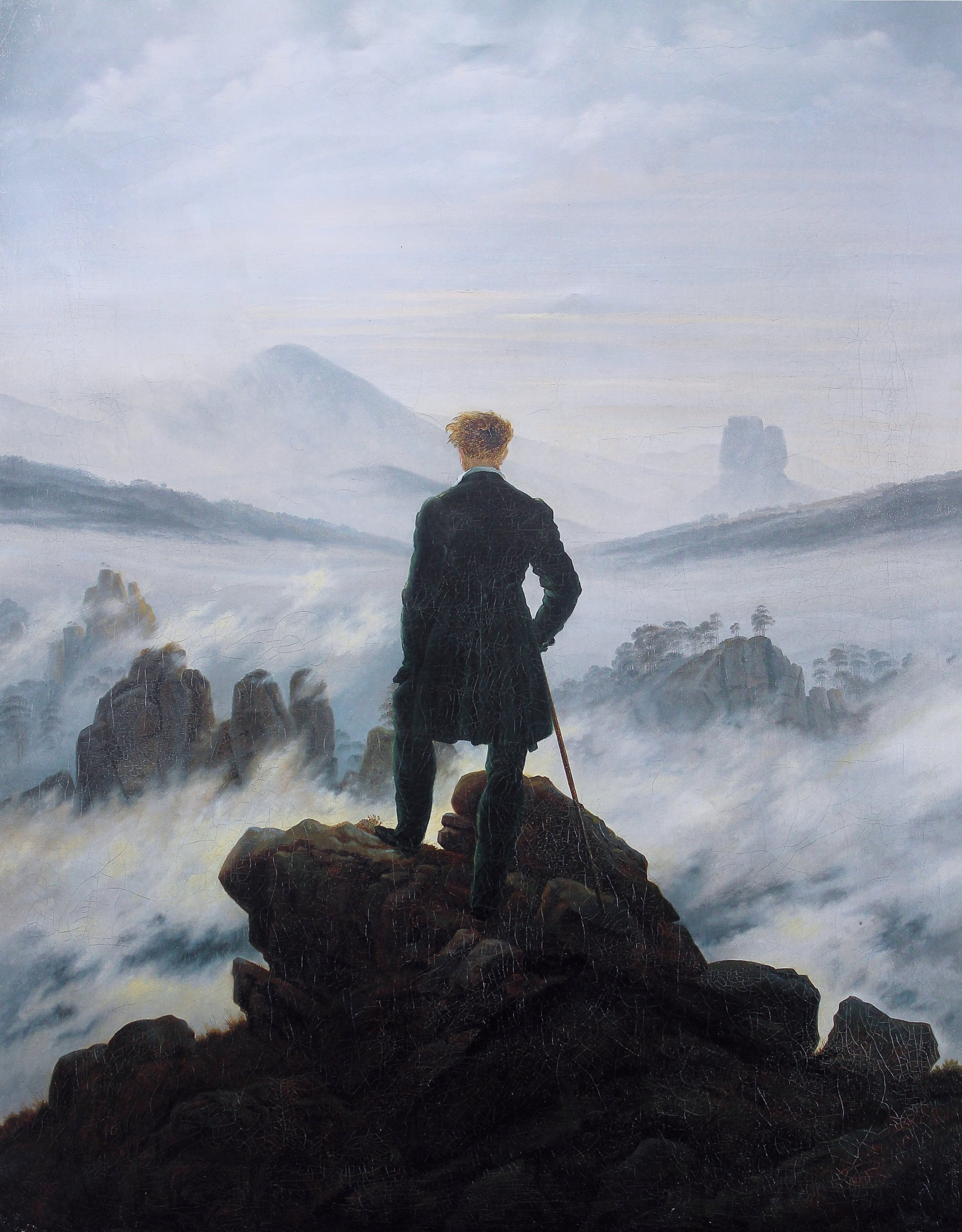
Caspar David Friedrich – Der Wanderer über dem Nebelmeer (um 1817)

### Malerei
In der Malerei thematisierten im 19. Jahrhundert Caspar David Friedrich und Vincent van Gogh Formen der Einsamkeitserfahrung. In der Malerei des 20. Jahrhunderts nimmt vor allem das Werk Edward Hoppers einen herausragenden Rang in Bezug auf die Darstellung von Einsamkeit ein. Beherrschendes Motiv sind stets einsame, entrückte, erschöpfte Menschen, menschenleere Architektur, oft in drückend-heißer, lähmender Sommeratmosphäre, und nahezu leblose Nachtszenen. Die Darstellungen Hoppers sind durch die vollständige Abwesenheit eines kritischen oder gar anklagenden Gestus gekennzeichnet; man kann sie als sachliche, lakonische Schilderung betrachten, die darstellt, wie Menschen den Bezug zueinander verloren haben.

### Musik
In der Musik sind es – neben Wolfgang Amadeus Mozart – vor allem Franz Schubert (Winterreise, nach Wilhelm Müller), Robert Schumann und Jean Sibelius, die sich dem Themenkomplex Einsamkeit-Melancholie zuwenden.

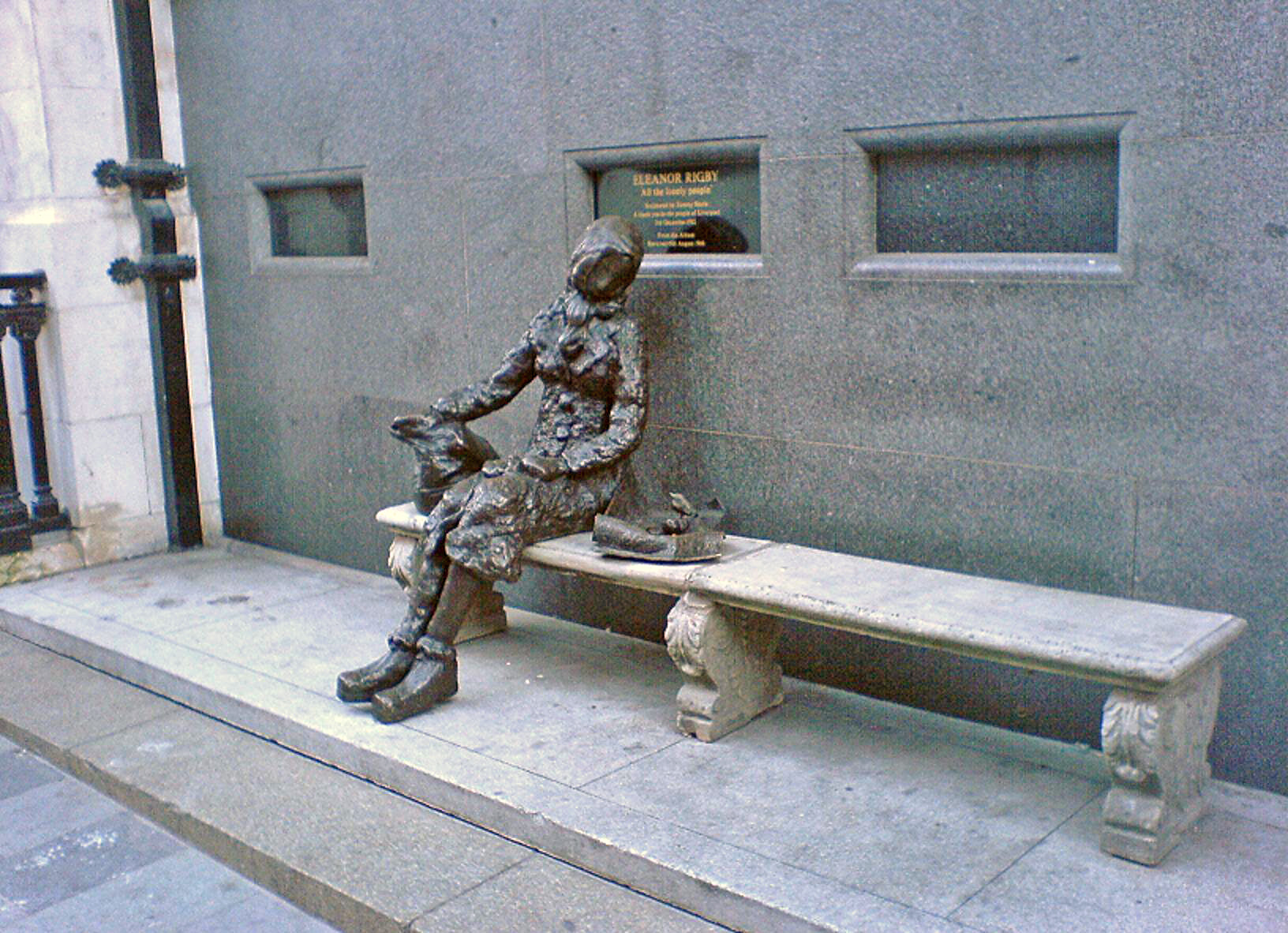
Skulptur Eleanor Rigby in Liverpool

In der englischsprachigen Populärkultur der zweiten Hälfte des 20. Jahrhunderts wird in vielen Werken, besonders öffentlichkeitswirksam in massenhaft verkauften Liedern, das Elend Einsamer beschrieben. So ehrt z. B. das vielfach gecoverte Lied Eleanor Rigby von den Beatles (entstanden 1966) „all die einsamen Menschen“ (all the lonely people), die ein bemitleidenswertes Leben führen. 1968 brachte die Bluesrock-Band Canned Heat den Hit On the Road Again heraus, in dem das lyrische Ich seine Einsamkeit beklagt (I ain't going down / That long old lonesome road / All by myself). 1975 erschien ein Album von Giorgio Moroder mit dem Titel Einzelgänger.

## Wege aus der als Leid empfundenen Einsamkeit
Gesundheitspsychologen haben drei Risikogruppen erkannt, die besonders von Einsamkeit bedroht sind und deshalb Aufmerksamkeit für sich beanspruchen können:
- Mit Anfang 20 müssen viele junge Erwachsene, etwa für ein Studium oder einen Job, den Wohnort wechseln.
- Mit Mitte 40 haben die eigenen Kinder das Haus verlassen, und Familien- und Partnerschaftsstrukturen ändern sich.
- Die letzte potenzielle „Einsamkeitsphase“ beginnt im Seniorenalter.[76] Allerdings sind die 66 bis 75 Jahre Alten die Altersgruppe mit dem niedrigsten Anteil von Menschen, die sich einsam fühlen.[77]

Marion Sonnenmoser empfiehlt als Therapieziele und -maßnahmen zur Bekämpfung der Einsamkeit von Patienten
- Übungen, die die Selbsterkenntnis fördern, ergänzt durch ein Training zur Stärkung des Selbstwertgefühls und durch Maßnahmen, die das Gefühl der Zugehörigkeit und Verbundenheit mit anderen erhöhen;
- Hilfestellungen zur Umdeutung des Alleinseins: Dieses kann zum Beispiel als Chance und Entwicklungs- oder Erholungsmöglichkeit betrachtet werden und nicht als Unglück. Zum anderen wird an der Sichtweise sozialer Beziehungen gearbeitet. Dysfunktionale Kognitionen werden an der Realität überprüft und so verändert, dass ein unbefangenes, positives Interagieren mit anderen Menschen möglich wird;
- Propagierung neuer, nicht einsamer Vorbilder;
- Training der sozialen Kompetenz, die Reduzierung sozialer Defizite und die Erhöhung sozialer Kontakte;
- Überwindung ungewollter Isolation durch Einsatz moderner Technologien.[78]

In vielen westlichen Industrieländern besteht eine öffentliche Debatte zum Thema Einsamkeit im Alter. Die Ergebnisse der Deutschen Alterssurvey (DEAS) 2017 weisen darauf hin, dass sich Risiken sozialer Isolation und Einsamkeit in der zweiten Lebenshälfte bei steigendem Alter verschieden entwickeln und unterschiedlich hoch sind.
Das deutsche Bundesministerium für Familie, Senioren, Frauen und Jugend (BMFSFJ) sieht in sehr alten Menschen eine Handlungsbedarf auslösende Risikogruppe. Über 80 Jahre alte Menschen litten demnach verstärkt unter Schicksalsschlägen, Erkrankungen, abnehmender körperlicher Mobilität, mangelnden Mobilitätsangeboten, zunehmender Altersarmut oder einem Migrationshintergrund. Betroffene bräuchten daher von der Politik geförderte Unterstützung, um aus ihrer Vereinsamung und aus sozialer Isolation herauszufinden.
Unter Einsamkeitsforschern besteht ein Konsens, dass es vier Erfolg versprechende Maßnahmen zur Reduktion von Einsamkeitsgefühlen gibt:
1. das Schaffen von mehr Gelegenheiten für soziale Interaktion, zum Beispiel die Einrichtung einer Ecke zum Blutdruckmessen im Eingangsbereich eines Altenwohnheims;
2. die gezielte soziale Unterstützung, zum Beispiel die Ausbildung verwitweter Frauen zu ehrenamtlichen Trauerbegleiterinnen;
3. die Verbesserung sozialer Fähigkeiten (Skill Training), zum Beispiel die Schulung der Fähigkeit, gezielt einen Bezug zum Kommunikationspartner (zum Beispiel seinen Einstellungen, Aktivitäten oder Erfahrungen) herzustellen;
4. die „Sozial-kognitive Trainingsintervention“, zum Beispiel indem praktische Trainingseinheiten zur Verfügung gestellt werden, mit denen sich einsam Fühlende gezielt trainiert werden, Denkmuster zu durchbrechen, die Einsamkeits- und Isolationsgefühle begünstigen.[81]